# São Romão (Seia)
São Romão is een plaats (freguesia) in de Portugese gemeente Seia en telt 6500 inwoners (2001).